# Русская рыбопромышленная компания
«Русская рыбопромышленная компания» (до 2014 года — «Русское море — Добыча») — крупная российская промысловая компания, занимающаяся добычей рыбы на Дальнем Востоке. «Русская рыбопромышленная компания» (сокращенно РРПК) один из крупнейших российских производителей продукции из дикой белой рыбы в России и в мире.
РРПК обеспечивает всю производственную цепочку — от вылова рыбы до глубокой переработки рыбы в продукт с высокой добавленной стоимостью: филе, фарш и новый продукт — сурими. Начало производства сурими стало возможным благодаря строительству нового флота современных супертраулеров и вводу в строй первого судна данного проекта — «Владимир Лиманов».
Основные промысловые виды — минтай и тихоокеанская сельдь. Более 80% улова приходится на минтай.
РРПК ведёт промысел в Беринговом и Охотском морях, в одной из самых чистых акваторий земного шара. Эффективность и экологичность промысла подтверждены сертификатом MSC.
Крупнотоннажный рыболовецкий флот компании способен выполнять работы во всех промысловых зонах и при любых климатических условиях. Траулеры-процессоры РРПК оснащены современным рыболовным и перерабатывающим оборудованием от ведущих международных поставщиков, что позволяет вести добычу и переработку в море различных видов водных биоресурсов. Стратегические цели компании связаны с увеличением выпуска продукции с высокой добавленной стоимостью.

## История
Компания основана в 2011 году зятем Геннадия Тимченко Глебом Франком и младшим братом Андрея Ворьбьёва Максимом Воробьёвым под названием «Русское море — Добыча».
Изначально у компании не было собственных квот на добычу и она приобрела бизнес гонконгского холдинга Pacific Andes: В январе 2013 года компания приобрела крупные дальневосточные рыбодобывающие компании ОАО «Турниф» и ЗАО «Интрарос» (по оценкам прессы, сумма покупки составила около 350 миллионов долларов), а в мае 2013 года — ООО «Совгаваньрыба» и ООО «Востокрыбпром» (по данным прессы, сумма сделки составила 190 млн долларов). Приобретение активов данных компаний поставило «Русское море — Добычу» на первое место среди российских добытчиков минтая. Квота на добычу в 2013 году составила 220 000 тонн.
С 2014 года «Русское море — Добыча» называется «Русская рыбопромышленная компания» (РРПК). В 2017 году РРПК приобрела 75% компании Дмитрия Дремлюги «ДМП-РМ» примерно за 150 миллионов долларов.
В 2018 году Максим Воробьёв продал свою долю в РРПК Глебу Франку. С 24 марта 2022 года Франк находится под персональными санкциями США и продал свою долю в Русской рыбопромышленной компании совладельцам-партнерам по бизнесу и вышел из состава акционеров. 
2011—2013
• Создание компании ООО «Русское море – Добыча» (сегодня - ООО «Русская Рыбопромышленная Компания»).. 
• Получены MSC-сертификаты на продукцию из минтая.
2014—2017
• ООО «Русское море – Добыча» переименовано в ООО «Русская Рыбопромышленная Компания».
• Начата комплексная модернизация судов с установкой фабрик по выпуску филе минтая и филе сельди.
• Модернизированы БМРТ «Бородино», «Березин», «Владивосток», «Павел Батов», «Герои Широнинцы», «Новоуральск» и «Иван Калинин», РКТС «Капитан Олейничук».
• Приобретены транспортные рефрижераторы «Босфор Восточный» и «Золотой Рог».
2018
• Инвестиционные проекты РРПК презентованы Президенту Российской Федерации В.В.Путину в рамках Восточного Экономического Форума.
• Начато строительство серии супертраулеров нового поколения в рамках программы обновления флота РРПК.
• За компанией закреплены дополнительные квоты на вылов ВБР в объёме более 170 тысяч тонн под проекты строительства новых судов и береговых рыбоперерабатывающих мощностей.
2019
• Закладка первого из серии супертраулеров для РРПК, строящихся на Адмиралтейских верфях в Санкт-Петербурге. В течение года здесь начато строительство трёх судов.
• Во Владивостоке открыт современный автоматизированный Кадровый центр РРПК.
2020
• Спущены на воду два первых судна из серии супертраулеров для РРПК, строящихся на Адмиралтейских верфях в Санкт-Петербурге. Начато строительство ещё трёх судов.
• РРПК передан первый супертраулер нового флота — «Владимир Лиманов», построенный на верфи Tersan.
• РРПК начала вывод из эксплуатации устаревших судов для замены новыми высокоэффективными мощностями.
2021
• Спущена на воду вторая пара судов из серии супертраулеров для РРПК, строящихся на Адмиралтейских верфях в Санкт-Петербурге. Супертраулер «Механик Сизов» спущен на воду в присутствии Президента РФ Владимира Путина. Заложены ещё два судна.
• Введён в эксплуатацию современный цифровой Центр управления флотом (ЦУФ) РРПК.
• Первый супертраулер нового флота РРПК «Владимир Лиманов» приступил к промыслу.
• РРПК начала поставки нового продукта — сурими.
2022
• 21 сентября Супертраулер «Капитан Вдовиченко» отправился на промысел от Адмиралтейских верфей в Санкт-Петербурге.

Виды выпускаемой продукции:
- Филе минтая
- Фарш из минтая
- Сурими из минтая
- Минтай Б/Г (без головы)
- Минтай неразделанный
- Икра минтая и молоки минтая
- Рыбная мука
- Рыбный жир
- Филе сельди (бабочка)
- Сельдь Б/Г (без головы)

## Акционеры
Глеб Франк — 29,9 % голосов
Топ-менеджеры Евгений Орлов, Антон Чертков, Александр Сапожников, Савелий Карпухин и Станислав Аксенов — 70,1% голосов

## Активы
Акционерам и компании «РРПК» принадлежат следующие рыбопромысловые компании:
- ОАО «Турниф»[5]
- ЗАО «Интрарос»[5]
- ООО «Совгаваньрыба»[3]
- ООО «Востокрыбпром»[3]

Компания владеет 10 крупнотоннажными промысловыми траулерами (преимущественно типа БАТМ, проект 1288).
РРПК строит новый флот из 11 современных, технологически насыщенных рыбопромысловых супертраулеров. Каждое такое судно рассчитано на ежегодный вылов и переработку на борту 60 тысяч тонн рыбы, что в 2,5 раза превышает производительность траулеров, составляющих сегодня основу рыбопромыслового флота, работающего на Дальнем Востоке РФ. Первое судно построено на турецкой верфи Tersan и передано заказчику в конце 2020 года. Супертраулер, получивший имя «Владимир Лиманов» приступил к промыслу в 2021 году и уже демонстрирует высокие производственные показатели.
Второе судно — БМРТ «Капитан Вдовиченко», построенное на Адмиралтейских верфях, передано РРПК в сентябре 2022 года. В октябре, после успешного перехода по Северному морскому пути, траулер приступил к промыслу в Охотском и Беринговом морях и уже в ноябре вышел на плановые показатели. Компания ведёт строительство 10 супертраулеров проекта СТ-192 на Адмиралтейских верфях (г. С.-Петербург) в рамках государственной программы инвестиционных квот.
РРПК владеет собственным береговым рыбоперерабатывающим комплексом на Дальнем Востоке — заводом "Русский Минтай" (расположен в ТОР "Надеждинская", Приморский край). Завод осуществляет глубокую переработку рыбы. Основным сырьём для завода служит минтай, добытый судами Русской Рыбопромышленной Компании.
РРПК владеет также собственным причально-складским комплексом (порт Владивосток).

## Квоты
Компания занимается добычей минтая и тихоокеанской сельди. Более 80% улова приходится на минтай.

### 2017 год
На начало июля 2017 компания имела следующие квоты:
- 226,3 тысячи тонн на добычу минтая (14 % от общероссийской квоты)[10]
- 65,5 тысяч тонн на добычу тихоокеанской сельди (9 % от общероссийской)[11]

### 2019 год
Общий объём квот на добычу в 2019 году составил 308,7 тысяч тонн, в том числе:
- 270 тысяч тонн на добычу минтая
- 35,1 тысяч тонн на добычу сельди